# Wahrscheinlichkeitsinhalt
Ein Wahrscheinlichkeitsinhalt ist in der Wahrscheinlichkeitstheorie eine Verallgemeinerung des Konzeptes des Wahrscheinlichkeitsmaßes. Während ein Wahrscheinlichkeitsmaß eine sigma-additive Mengenfunktion ist, ist ein Wahrscheinlichkeitsinhalt eine endlich additive Mengenfunktion, die sigma-additiv sein kann, aber nicht muss. Während bei einem Wahrscheinlichkeitsmaß die Ereignisse, denen das Wahrscheinlichkeitsmaß eine Wahrscheinlichkeit zuordnet, eine Sigma-Algebra bilden, bilden die Ereignisse, denen ein Wahrscheinlichkeitsinhalt eine Wahrscheinlichkeit zuordnet, eine (Mengen-)Algebra, die eine Sigma-Algebra sein kann, aber nicht muss. Von besonderem Interesse sind diejenigen Wahrscheinlichkeitsinhalte, die zwar endlich additiv, aber nicht sigma-additiv sind und damit keine Fortsetzung durch ein Wahrscheinlichkeitsmaß besitzen.

## Definition
Das System der Ereignisse sei durch eine Algebra {\displaystyle {\mathcal {A}}} über einer nichtleeren Ergebnismenge {\displaystyle \Omega } gegeben. Eine Mengenfunktion {\displaystyle W\colon {\mathcal {A}}\to \mathbb {R} } heißt Wahrscheinlichkeitsinhalt auf {\displaystyle {\mathcal {A}}} genau dann, wenn die folgenden Eigenschaften erfüllt sind:
- Die Wahrscheinlichkeit jedes Ereignisses ist nichtnegativ;

{\displaystyle A\in {\mathcal {A}}\implies W(A)\geq 0\;.}
- Die Wahrscheinlichkeit des sicheren Ereignisses ist eins;

{\displaystyle W(\Omega )=1\;.}
- Die Wahrscheinlichkeit der Vereinigung von zwei unvereinbaren Ereignissen ist die Summe der Wahrscheinlichkeiten der beiden Ereignisse;

{\displaystyle (A,B\in {\mathcal {A}},A\cap B=\emptyset )\implies W(A\cup B)=W(A)+W(B)\;.}

## Eigenschaften
- Die Wahrscheinlichkeit des unmöglichen Ereignisses ist null;

{\displaystyle W(\emptyset )=0\;.}
- Die Wahrscheinlichkeit eines Ereignisses ergänzt sich mit der Wahrscheinlichkeit des komplementären Ereignisses (Gegenereignisses) zu eins;

{\displaystyle W(A)+W(\Omega \setminus A)=1\;.}
- Für endlich viele paarweise unvereinbare Ereignisse ist die Wahrscheinlichkeit des Vereinigungsereignisses durch die Summe der Wahrscheinlichkeiten der Ereignisse gegeben;

{\displaystyle (A_{1},\dots ,A_{n}\in {\mathcal {A}},A_{i}\cap A_{j}=\emptyset {\text{ für }}i\neq j)\implies W\left(\bigcup _{i=1}^{n}A_{i}\right)=\sum _{i=1}^{n}W(A_{i})}.
Diese Eigenschaft ist die endliche Additivität der Mengenfunktion {\displaystyle W}. Diese folgt für beliebige {\displaystyle n} durch vollständige Induktion aus der Additivität für zwei disjunkte Ereignisse. Dabei gilt {\displaystyle \bigcup _{i=1}^{n}A_{i}\in {\mathcal {A}}}, da {\displaystyle {\mathcal {A}}} eine Algebra ist.
- Wenn {\displaystyle (\Omega ,{\mathcal {A}},P)} ein Wahrscheinlichkeitsraum ist, dann ist {\displaystyle P} ein Wahrscheinlichkeitsinhalt auf {\displaystyle {\mathcal {A}}}, da die Sigma-Algebra {\displaystyle {\mathcal {A}}} auch eine Algebra ist und da aus der Sigma-Additivität  die endliche Additivität folgt.

## Axiomatisierung
Die oben in der Definition angegebenen Eigenschaften eines Wahrscheinlichkeitsinhalts sind die Axiome I bis V von Kolmogoroff für die Zuordnung von Wahrscheinlichkeiten zu Ereignissen, die eine Algebra über einer Ergebnismenge bilden. Die Axiome I und II postulieren, dass die interessierenden Ereignisse – in moderner Terminologie – eine Mengen-Algebra über einer nichtleeren Ergebnismenge bilden. 
Das Axiom III postuliert die Nichtnegativität der Wahrscheinlichkeit für jedes Ereignis. Das Axiom IV postuliert, dass die Ergebnismenge (das sichere Ereignis) die Wahrscheinlichkeit eins hat. Das Axiom V postuliert die Additivität für je zwei unvereinbare (disjunkte) Ereignisse. Die Axiome I bis VI formalisieren gemeinsam einen Wahrscheinlichkeitsinhalt.  
Das Axiom VI von Kolmogoroff postuliert folgende Stetigkeitseigenschaft: Für eine Folge von Ereignissen {\displaystyle A_{1},A_{2},\dots } mit den beiden Eigenschaften {\displaystyle A_{1}\supseteq A_{2}\supseteq \dots } und {\displaystyle \bigcap _{n=1}^{\infty }A_{n}=\emptyset } gilt {\displaystyle \lim _{n\to \infty }W(A_{n})=0}. 
Diese Stetigkeitseigenschaft ist – unter der Voraussetzung der Axiome I bis V – äquivalent zur Sigma-Additivität. Die Axiome I bis VI formalisieren gemeinsam einen sigma-additiven Wahrscheinlichkeitsinhalt. Falls ein sigma-additiver Wahrscheinlichkeitsinhalt {\displaystyle W} auf einer Sigma-Algebra {\displaystyle {\mathcal {A}}} über {\displaystyle \Omega } definiert ist, ist dieser ein Wahrscheinlichkeitsmaß und {\displaystyle (\Omega ,{\mathcal {A}},W)} ist ein Wahrscheinlichkeitsraum.
Ein sigma-additiver Wahrscheinlichkeitsinhalt, der auf einer Algebra definiert ist, lässt sich immer eindeutig auf die von dieser Algebra erzeugte Sigma-Algebra fortsetzen  
(siehe auch Maßerweiterungssatz von Carathéodory)  und führt so zu einem Wahrscheinlichkeitsmaß. Daher ist der entscheidende Punkt, ob zusätzlich zu den Axiomen I bis V das Axiom VI akzeptiert wird, dass die Sigma-Additivität postuliert.      
Während Kolmogoroff bei den Axiomen I bis V das „Verhältnis zur Erfahrungswelt“ und die „empirische Deduktion“
aus den Eigenschaften relativer Häufigkeiten betont, ist seine Position zum Axiom VI (Sigma-Additivität, Stetigkeit) eher pragmatisch: 

„Bei einer Beschreibung irgendwelcher wirklich beobachtbarer zufälliger Prozesse kann man nur endliche Wahrscheinlichkeitsfelder erhalten. Unendliche Wahrscheinlichkeitsfelder erscheinen nur als
idealisierte Schemata reeller zufälliger Prozesse. Wir beschränken uns dabei willkürlich auf solche Schemata, welche dem Stetigkeitsaxiom VI genügen [Hervorhebung im Original]. Diese Beschränkung erwies sich bis jetzt bei den verschiedensten Untersuchungen als zweckmäßig.“

Das Stetigkeitsaxiom VI wird also von Kolmogoroff nicht apodiktisch postuliert, sondern hat im Unterschied zu den Axiomen I bis V eher den Charakter einer  bewährten Arbeitshypothese, die zwar „willkürlich“ ist, sich aber „bis jetzt“ als „zweckmäßig“ erwiesen hat. Damit ist nicht ausgeschlossen, dass es sinnvolle Anwendungen für nicht sigma-additive Wahrscheinlichkeitsinhalte geben kann. Es ist sicherlich richtig, Kolmogoroff als einen Begründer des maßtheoretischen Ansatzes in der Wahrscheinlichkeitstheorie aufzufassen, zugleich wäre es falsch, ihn als apodiktischen Vertreter des Postulats der Sigma-Additivität von Wahrscheinlichkeiten anzuführen.

## Beispiel
Sei {\displaystyle \Omega =\mathbb {N} =\{1,2,\dots \}}.
Eine Algebra {\displaystyle {\mathcal {A}}} über {\displaystyle \Omega } ist durch das Mengensystem
{\displaystyle {\mathcal {A}}=\{A\subseteq \Omega \mid A{\text{ ist endlich oder }}\Omega \setminus A{\text{ ist endlich}}\}}
gegeben.
Ein Wahrscheinlichkeitsinhalt {\displaystyle W} auf {\displaystyle {\mathcal {A}}} ist durch
{\displaystyle W(A)={\begin{cases}0,&{\text{falls }}A{\text{ endlich ist}}\\1,&{\text{falls }}\Omega \setminus A{\text{ endlich ist}}\end{cases}}}
definiert.
Folgende Eigenschaften dieses Beispiels sind bemerkenswert:
- Die Algebra {\displaystyle {\mathcal {A}}} ist keine Sigma-Algebra, da die einelementigen Mengen {\displaystyle \{n\}} für alle {\displaystyle n\in \mathbb {N} } in  {\displaystyle {\mathcal {A}}} enthalten sind, aber z. B.

{\displaystyle \bigcup _{i\in \mathbb {N} }\{2i\}=\{2,4,6,\dots \}}
nicht in  {\displaystyle {\mathcal {A}}} enthalten ist.
- Der Wahrscheinlichkeitsinhalt {\displaystyle W} ist keine sigma-additive Mengenfunktion auf der Algebra {\displaystyle {\mathcal {F}}}, da beispielsweise

{\displaystyle 1=W(\Omega )=W\left(\bigcup _{i\in \mathbb {N} }\{i\}\right)>\sum _{i\in \mathbb {N} }W(\{i\})=0}
gilt.
- Die vom Mengensystem  {\displaystyle {\mathcal {A}}} erzeugte Sigma-Algebra ist {\displaystyle \sigma ({\mathcal {A}})=\mathrm {Pot} (\Omega )}, da in {\displaystyle {\mathcal {A}}} alle einelementigen Teilmengen von {\displaystyle \Omega } enthalten sind und da {\displaystyle \Omega } abzählbar unendlich ist.
- Es existiert keine Fortsetzung von {\displaystyle W} zu einem Wahrscheinlichkeitsmaß auf {\displaystyle \mathrm {Pot} (\Omega )}, da {\displaystyle W} bereits auf {\displaystyle {\mathcal {A}}} nicht sigma-additiv ist.
- Es ist nicht offensichtlich, ob eine Fortsetzung der auf {\displaystyle {\mathcal {A}}} definierten Mengenfunktion {\displaystyle W} zu einem Wahrscheinlichkeitsinhalt auf {\displaystyle \mathrm {Pot} (\Omega )} existiert. Siehe dazu den Abschnitt Konstruktion und Fortsetzung.

## Geschichte
Spätestens mit der axiomatischen Fundierung der Wahrscheinlichkeitstheorie durch Kolmogoroff wurde die axiomatische Postulierung der Sigma-Additivität als Eigenschaft der Wahrscheinlichkeit zur dominierenden Richtung in der Wahrscheinlichkeitstheorie. Die Sigma-Additivität ist dabei das entscheidende Bindeglied zur Maßtheorie. Die Modellierung der Wahrscheinlichkeit durch eine sigma-additive Mengenfunktion auf einer Sigma-Algebra von Ereignissen führt zum Konzept des Wahrscheinlichkeitsmaßes, das aus maßtheoretischer Sicht ein normiertes endliches Maß ist.
Allerdings gab es auch die Gegenposition, dass das  Konzept der Wahrscheinlichkeit durch einen Wahrscheinlichkeitsinhalt adäquater beschrieben ist als durch ein Wahrscheinlichkeitsmaß.
Zwei prominente Vertreter dieser Gegenposition waren Bruno de Finetti und Leonard Jimmie Savage. Dabei sind insbesondere solche Wahrscheinlichkeitsinhalte von Interesse, die kein Wahrscheinlichkeitsmaße sind.

## Konstruktion und Fortsetzung
Ein Wahrscheinlichkeitsinhalt ist ein durch die Bedingung {\displaystyle W(\Omega )=1} normierter Inhalt. Ein Inhalt im Sinn der Maßtheorie wird in der englischsprachigen Literatur als charge oder finitely additive measure bezeichnet, wobei die letzte Bezeichnung missverständlich ist, da es sich nicht um ein Maß handelt. Entsprechend gibt es auch die Bezeichnung probability charge oder finitely additive probability für einen Wahrscheinlichkeitsinhalt.
Ein sigma-additiver Wahrscheinlichkeitsinhalt auf einer Algebra ist ein Prämaß und kann nach dem Maßerweiterungssatz von Carathéodory zu einem Wahrscheinlichkeitsmaß {\displaystyle P} auf {\displaystyle \sigma ({\mathcal {A}})} fortgesetzt werden. Diese Fortsetzung ist eindeutig, da ein Wahrscheinlichkeitsinhalt endlich und damit auch σ-endlich ist.
Ein Wahrscheinlichkeitsinhalt, der nicht sigma-additiv ist, wird als merely finitely additive bezeichnet und wirft folgende Fortsetzungsprobleme auf: Kann ein nicht sigma-additiver Wahrscheinlichkeitsinhalt {\displaystyle W:{\mathcal {A}}\to [0,1]} auf einer Algebra  {\displaystyle {\mathcal {A}}} über {\displaystyle \Omega }  zu einem Wahrscheinlichkeitsinhalt auf der Sigma-Algebra {\displaystyle \sigma ({\mathcal {A}})} fortgesetzt werden? Falls ja, ist die Fortsetzung eindeutig?
Wahrscheinlichkeitsinhalte auf Teilmengen von {\displaystyle \Omega =\mathbb {N} } haben besondere Beachtung gefunden, insbesondere im Zusammenhang mit dem Konzept einer gleichförmigen Verteilung der Wahrscheinlichkeit auf {\displaystyle \mathbb {N} }.
Der Wahrscheinlichkeitsinhalt {\displaystyle W} aus dem Abschnitt Beispiel wird durch das Konzept der asymptotischen Dichte (oder natürlichen Dichte) auf ein Mengensystem {\displaystyle {\mathcal {D}}} fortgesetzt, für das {\displaystyle {\mathcal {A}}\subsetneq {\mathcal {D}}\subsetneq \mathrm {Pot} (\mathbb {N} )} gilt. Das Mengensystem  {\displaystyle {\mathcal {D}}} enthält alle Teilmengen {\displaystyle B} von {\displaystyle \Omega }, für die der Grenzwert
{\displaystyle \lim _{n\to \infty }P_{n}(B)\quad {\text{mit}}\quad P_{n}(B):={\frac {\#(B\cap \{1,2,\dots ,n\})}{n}}}
existiert. Dabei bezeichnet {\displaystyle \#(\cdot )} die Mächtigkeit einer Menge. Für alle {\displaystyle n\in \mathbb {N} } ist {\displaystyle P_{n}} ein Wahrscheinlichkeitsmaß auf dem Messraum {\displaystyle (\Omega ,\mathrm {Pot} (\mathbb {N} ))}. Allerdings ist {\displaystyle {\mathcal {D}}} keine Algebra, da es Teilmengen {\displaystyle A} und {\displaystyle B} von {\displaystyle \Omega } gibt, die eine asymptotische Dichte besitzen, während die Menge {\displaystyle A\cup B} keine asymptotische Dichte besitzt.
Ein Wahrscheinlichkeitsinhalt, der auf einer Algebra {\displaystyle {\mathcal {A}}} über {\displaystyle \Omega } definiert ist, die eine echte Teilmenge der Algebra {\displaystyle \mathrm {Pot} (\mathbb {N} )} über  {\displaystyle \Omega } ist, kann zu einem  Wahrscheinlichkeitsinhalt auf {\displaystyle \mathrm {Pot} (\mathbb {N} )}  fortgesetzt werden; die Fortsetzung ist aber im Allgemeinen nicht eindeutig.

## Rein endlich additive Wahrscheinlichkeitsinhalte
Für die Zerlegung eines Wahrscheinlichkeitsinhalts in eine sigma-additive Komponente und eine endliche additive Komponente wird eine extreme Form eines nur endlich additiven, d. h. nicht sigma-additiven, Wahrscheinlichkeitsinhalts (merely finitely additive probability) benötigt, das Konzept des rein endlich additiven Wahrscheinlichkeitsinhalts (purely finitely additive probability).
Definition: Ein Wahrscheinlichkeitsinhalt {\displaystyle W} auf einer Algebra {\displaystyle {\mathcal {A}}} heißt rein endlich additiver Wahrscheinlichkeitsinhalt genau dann, wenn für jede nicht-negative sigma-additive Mengenfunktion {\displaystyle Q\colon {\mathcal {A}}\to [0,\infty )}gilt
{\displaystyle (W(A)\geq Q(A)\geq 0\implies Q(A)=0)\quad {\text{ für alle }}A\in {\mathcal {A}}\;.}
Eine Charakterisierung rein endlich additiver Wahrscheinlichkeitsinhalte durch eine notwendige und hinreichende Bedingung gibt folgender Satz an.
Satz: Ein Wahrscheinlichkeitsinhalt {\displaystyle W} auf einer Algebra {\displaystyle {\mathcal {A}}} über {\displaystyle \Omega } ist  genau dann rein endlich additiv, wenn für jedes {\displaystyle \epsilon >0} eine abzählbare Zerlegung {\displaystyle (B_{i})_{i\in I}} von {\displaystyle \Omega } mit {\displaystyle \sum _{i\in I}W(B_{i})<\epsilon } existiert.
Der Wahrscheinlichkeitsinhalt {\displaystyle W} aus dem obigen Beispiel ist ein rein endlich additiver Wahrscheinlichkeitsinhalt. Für diesen gilt sogar, dass eine Zerlegung {\displaystyle (B_{i})_{i\in I}} von {\displaystyle \Omega } existiert, so dass  {\displaystyle W(B_{i})=0} für alle {\displaystyle i\in I} gilt. Ein solcher Wahrscheinlichkeitsinhalt heißt streng endlich additiv (strongly finitely additive).

## Zerlegungssatz für Wahrscheinlichkeitsinhalte
Basierend auf einem Zerlegungssatz für Inhalte ergibt sich folgender Zerlegungssatz für Wahrscheinlichkeitsinhalte.
Satz: Für einen Wahrscheinlichkeitsinhalt {\displaystyle W} auf einer Algebra {\displaystyle {\mathcal {A}}} existieren ein Zahl {\displaystyle 0\leq c\leq 1}, ein sigma-additiver Wahrscheinlichkeitsinhalt {\displaystyle W_{1}} auf {\displaystyle {\mathcal {A}}} und ein rein endlich additiver Wahrscheinlichkeitsinhalt {\displaystyle W_{2}} auf {\displaystyle {\mathcal {A}}}, sodass
{\displaystyle W(A)=cW_{1}(A)+(1-c)W_{2}(A),\quad {\text{für alle }}A\in {\mathcal {A}}\;.}
Dabei ist {\displaystyle c} eindeutig; im Fall {\displaystyle c>0} ist {\displaystyle W_{1}} eindeutig; im Fall {\displaystyle c<1} ist {\displaystyle W_{2}} eindeutig.
Aus diesem Zerlegungssatz ergibt sich die Bedeutung von rein endlich additiven Wahrscheinlichkeitsinhalten für die Darstellung und Konstruktion von Wahrscheinlichkeitsinhalten, die sich stets als Konvexkombination eines sigma-additiven Wahrscheinlichkeitsinhalts und eines rein endlich additiven Wahrscheinlichkeitsinhalts darstellen lassen.